# Joe Hutshing
Joseph „Joe“ E. Hutshing ist ein US-amerikanischer Filmeditor, der zweimal den Oscar für den besten Schnitt, und einige andere Filmpreise gewann.

## Biografie
Hutshing, der in San Diego aufwuchs, studierte nach dem Schulbesuch an der University of Oregon und schloss diese 1980 ab. Er begann 1983 bei Valley Girl als Schnitt-Assistent und war seitdem an dem Schnitt von über 30 Filmen beteiligt.
Für den Film Geboren am 4. Juli (1989) gewann er bei der Oscarverleihung 1990 nicht nur mit David Brenner seinen ersten Oscar für den besten Schnitt, sondern war mit diesem auch für den Eddie nominiert, den Preis der US-amerikanischen Gilde (American Cinema Editors).
1992 erhielt mit Pietro Scalia seinen zweiten Oscar und zwar für den Schnitt von JFK – Tatort Dallas (1991). Für diesen Film erhielten die beiden neben dem Eddie auch den British Academy Film Award für den besten Schnitt. 1997 folgte eine Oscar-Nominierung für den Schnitt in Jerry Maguire – Spiel des Lebens (1996).
Ein weiterer für ihn erfolgreicher Film war Almost Famous – Fast berühmt (2000): Neben einer Nominierung für den Oscar für den besten Schnitt mit Saar Klein bei der Oscarverleihung 2001 und für den Sierra Award der Las Vegas Film Critics Society, erhielt er zusammen mit Saar Klein einen weiteren Eddie für den besten Schnitt in einer Komödie.
Für das von HBO Films produzierte TV-Kriegsdrama Live aus Bagdad (2002) gewann er 2003 nicht nur einen Emmy für den herausragenden Schnitt, sondern wurde 2003 abermals für einen Eddie nominiert. Beim Hollywood Film Festival 2007 wurde er für sein Lebenswerk zum Filmeditor des Jahres gewählt. Zuletzt wurde er 2010 für einen weiteren Eddie nominiert und zwar gemeinsam mit David Moritz für Wenn Liebe so einfach wäre (2009).
Weitere bekannte Filme, an denen er als Editor mitarbeitete, waren The Doors (1991), Ein unmoralisches Angebot (1993), Am wilden Fluß (1994), French Kiss (1995), Operation: Broken Arrow (1996), Rendezvous mit Joe Black (1998), Vanilla Sky (2001), Was das Herz begehrt (2003), Liebe braucht keine Ferien (2006), Von Löwen und Lämmern (2007) sowie The Tourist (2010).

## Filmografie (Auswahl)
- 1991: The Doors
- 1991: JFK – Tatort Dallas (JFK)
- 1993: Ein unmoralisches Angebot (Indecent Proposal)
- 1994: Am wilden Fluß (The River Wild)
- 1995: French Kiss
- 1996: Operation: Broken Arrow (Broken Arrow)
- 1996: Jerry Maguire – Spiel des Lebens Jerry Maguire
- 1998: Rendezvous mit Joe Black (Meet Joe Black)
- 2000: Almost Famous – Fast berühmt (Almost Famous)
- 2001: Vanilla Sky
- 2003: Was das Herz begehrt (Something’s Gotta Give)
- 2005: Der verbotene Schlüssel (The Skeleton Key)
- 2006: Liebe braucht keine Ferien (The Holiday)
- 2007: Von Löwen und Lämmern (Lions for Lambs)
- 2008: W. – Ein missverstandenes Leben (W.)
- 2009: Wenn Liebe so einfach wäre (It’s Complicated)
- 2010: The Tourist
- 2012: Savages
- 2013: Metallica Through the Never
- 2015: Aloha – Die Chance auf Glück (Aloha)
- 2017: Crown Heights
- 2017: Greatest Showman (The Greatest Showman)
- 2018: Robin Hood